# The Dave Clark Five
The Dave Clark Five (также The DC5) — британская поп-группа, образованная Дэйвом Кларком в 1957 году в Лондоне, Англия. В первой половине 1960-х годов коллектив (звучание которого во многом определяли саксофон и мощные барабанные партии) считался лидером «Тоттенхэм-саунда» (стилистической бит-волны, конкурировавшей с мерсибитом), а также главным конкурентом The Beatles на британской поп-сцене.
Основная особенность структуры состава и имиджа Dave Clark Five предопределялась тем фактом, что лидером группы был барабанщик, чья установка на сцене выдвигалась вперёд, так что остальные участники по бокам и сзади выглядели аккомпаниаторами. При том, что Кларк всегда возглавлял группу на концертах, бо́льшую часть студийных партий для неё записал сессионный музыкант Бобби Грээм (англ. Bobby Graham), известный тем также, что исполнил партии ударных в альбомных версиях двух треков, считающихся классикой 1960-х: «You Really Got Me» (The Kinks) и «Gloria» (Them).

## История
В феврале 1964 года The Dave Clark Five вошли в первую американскую десятку с синглом «Glad All Over» (№ 6), став второй после The Beatles группой «британского вторжения», кому это удалось.
В том же году группа выпустила ещё четыре хита («Bits and Pieces» — № 4; «Can’t You See That She’s Mine», № 4; «Because» — № 3; «Anyway You Want It» — № 14), а в декабре 1965 года возглавила Billboard Hot 100 с синглом «Over and Over» (кавер на песню Бобби Дея). В подражание битловскому A Hard Day’s Night DC5 в 1965 выпустили Catch Us If You Can, музыкальный фильм режиссёра Джона Боормана.
Всего в период с 1964 по 1967 годы 17 синглов The Dave Clark Five входили в американский Топ 40 и 20 — в британский Топ 40. Восемнадцать (13) раз (чаще, чем любая другая британская группа) Dave Clark Five выступали в программе Шоу Эда Салливана.
Начиная с 1968 года популярность группы стала падать; её попытка перейти в психоделический лагерь не увенчалась успехом. В 1970 году The Dave Clark Five распались. Дэйв Кларк занялся продюсерской деятельностью, позже стал известным в Британии музыкальным бизнесменом.
10 марта 2008 года Dave Clark Five были введены в Зал славы рок-н-ролла. За две недели до этого Майк Смит скончался от пневмонии в возрасте 64 лет. Денис Пэйтон умер в декабре 2006 года от рака; ему было 63.

## Дискография

### Альбомы (Великобритания)
| Заголовок                                   | Лейбл / №             | Место в UK Albums Chart | Год  |
| ------------------------------------------- | --------------------- | ----------------------- | ---- |
| A Session with the Dave Clark Five          | Columbia SX 1598      | № 3                     | 1964 |
| Catch Us If You Can                         | Columbia SX 1756      | № 8                     | 1965 |
| Greatest Hits                               | Columbia SX 6105      | —                       | 1967 |
| Everybody Knows                             | Columbia SX 6207      | —                       | 1968 |
| 5 By 5 = GO! (14 Titles by Dave Clark Five) | Columbia SX 6309      | —                       | 1969 |
| If Somebody Loves You                       | Columbia SCX 6437     | —                       | 1969 |
| Good Old Rock n' Roll                       | EMI Starline SRS 5090 | —                       | 1970 |
| Dave Clark and Friends                      | Columbia SCX 6494     | —                       | 1972 |
| 25 Thumping Greats Hits                     | Polydor POLTV 7       | № 7                     | 1978 |
| Glad All Over Again                         | EMI 89249             | № 28                    | 1993 |
| The Hits                                    | UMTV 001FNCDP6        | № 15                    | 2008 |

### Альбомы (США)
| Заголовок альбома                   | Лейбл / № (моно/стерео) | Billboard 200 | Cashbox | Год  | Примечания                                                    |
| ----------------------------------- | ----------------------- | ------------- | ------- | ---- | ------------------------------------------------------------- |
| Glad All Over                       | Epic LN 24093/BN 26093  | № 3           | № 6     | 1964 |                                                               |
| The Dave Clark Five Return!         | Epic LN 24104/BN 26104  | № 5           | № 7     | 1964 |                                                               |
| American Tour                       | Epic LN 24117/BN 26117  | № 11          | № 16    | 1964 |                                                               |
| Coast to Coast                      | Epic LN 24128/BN 26128  | № 6           | № 10    | 1965 |                                                               |
| Weekend in London                   | Epic LN 24139/BN 26139  | № 24          | № 24    | 1965 |                                                               |
| Having a Wild Weekend               | Epic LN 24162/BN 26162  | № 15          | № 11    | 1965 | Лишь 4 из 12 треков альбома вошли в звуковую дорожку к фильму |
| I Like It Like That                 | Epic LN 24178/BN 26178  | № 32          | № 41    | 1965 |                                                               |
| The Dave Clark Five’s Greatest Hits | Epic LN 24185/BN 26185  | № 9           | № 7     | 1966 |                                                               |
| Try Too Hard                        | Epic LN 24198/BN 26198  | № 77          | № 25    | 1966 |                                                               |
| Satisfied With You                  | Epic LN 24212/BN 26212  | № 127         | № 85    | 1966 |                                                               |
| More Greatest Hits                  | Epic LN 24221/BN 26221  | № 103         | № 49    | 1966 |                                                               |
| 5 By 5                              | Epic LN 24236/BN 26236  | № 119         | № 66    | 1967 |                                                               |
| You Got What It Takes               | Epic LN 24312/BN 26312  | № 149         | № 77    | 1967 |                                                               |
| Everybody Knows                     | Epic LN 24354/BN 26354  | —             | —       | 1968 |                                                               |
| Glad All Over Again                 | Epic KEG 33459          | —             | —       | 1975 | Сборник, в который вошли 17 хитов и три внеальбомных трека    |
| History Of The Dave Clark Five      | Hollywood 61482         | № 127         | —       | 1993 | Выпущен также двойным CD, двойным LP и двойной кассетой       |

### Синглы (Великобритания)
| сторона А / сторона Б                                                               | Лейбл / №        | UK Singles Chart | Дата выпуска  |
| ----------------------------------------------------------------------------------- | ---------------- | ---------------- | ------------- |
| «Chaquita» сторона Б: «In Your Heart»                                               | Ember 156        | —                | август 1962   |
| «First Love» сторона Б: «I Walk The Line»                                           | Piccadilly 35088 | —                | декабрь 1962  |
| «I Knew It All The Time» сторона Б: «That’s What I Said»                            | Piccadilly 35500 | —                | февраль 1963  |
| «The Mulberry Bush» сторона Б: «Chaquita»                                           | Columbia DB 7011 | —                | март 1963     |
| «Do You Love Me» сторона Б: «Doo Dah»                                               | Columbia DB 7112 | № 30             | октябрь 1963  |
| «Glad All Over» сторона Б: «I Know You»                                             | Columbia DB 7154 | № 1              | ноябрь 1963   |
| «Bits and Pieces» сторона Б: «All Of The Time»                                      | Columbia DB 7210 | № 2              | февраль 1964  |
| «Can't You See That She's Mine» сторона Б: «Because»                                | Columbia DB 7291 | № 10             | май 1964      |
| «Thinking of You Baby» сторона Б: «Whenever You’re Around»                          | Columbia DB 7335 | № 26             | август 1964   |
| «Anyway You Want It» сторона Б: «Crying Over You»                                   | Columbia DB 7377 | № 25             | октябрь 1964  |
| «Everybody Knows (I Still Love You)» сторона Б: «Say You Want Me»                   | Columbia DB 7453 | № 37             | январь 1965   |
| «Reelin' and Rockin'» сторона Б: «Little Bitty Pretty One»                          | Columbia DB 7503 | № 24             | март 1965     |
| «Come Home» сторона Б: «Your Turn To Cry»                                           | Columbia DB 7580 | № 16             | май 1965      |
| «Catch Us If You Can» сторона Б: «On The Move»                                      | Columbia DB 7580 | № 5              | июль 1965     |
| «Over And Over» сторона Б: «I’ll Be Yours (My Love)»                                | Columbia DB 7644 | № 45             | ноябрь 1965   |
| «Try Too Hard» сторона Б: «All Night Long»                                          | Columbia DB 7863 | —                | май 1966      |
| «Look Before You Leap» сторона Б: «Please Tell Me Why»                              | Columbia DB 7909 | № 50             | май 1966      |
| «Nineteen Days» сторона Б: «I Need Love»                                            | Columbia DB 8028 | —                | октябрь 1966  |
| «You Got What It Takes» сторона Б: «Sitting Here Baby»                              | Columbia DB 8152 | № 28             | март 1967     |
| «Tabatha Twitchit» сторона Б: «Man In The Pin Striped Suit»                         | Columbia DB 8194 | —                | Июль 1967     |
| «Everybody Knows» сторона Б: «Concentration Baby»                                   | Columbia DB 8286 | № 2              | ноябрь 1967   |
| «No One Can Break a Heart Like You» сторона Б: «You Don’t Want My Lovin'»           | Columbia DB 8342 | № 28             | февраль 1968  |
| «The Red Balloon» сторона Б: «Maze Of Love»                                         | Columbia DB 8465 | № 7              | сентябрь 1968 |
| «Live in the Sky» сторона Б: «Children»                                             | Columbia DB 8505 | № 39             | ноябрь 1968   |
| «The Mulberry Tree» сторона Б: «Small Talk»                                         | Columbia DB 8545 | —                | февраль 1969  |
| «Put a Little Love in Your Heart» сторона Б: «34-06»                                | Columbia DB 8624 | № 31             | октябрь 1969  |
| «Good Old Rock 'n' Roll» сторона Б: «One Night» / «Lawdy Miss Clawdy»               | Columbia DB 8638 | № 7              | декабрь 1969  |
| «Everybody Get Together» сторона Б: «Darling, I Love You»                           | Columbia DB 8660 | № 8              | март 1970     |
| «Julia» сторона Б: «Five By Five»                                                   | Columbia DB 8681 | —                | апрель 1970   |
| «Here Comes Summer» сторона Б: «Break Down and Cry»                                 | Columbia DB 8689 | № 44             | июль 1970     |
| «More Good Old Rock 'n' Roll» сторона Б: «Raining in My Heart» / «Memphis Tennesse» | Columbia DB 8724 | № 34             | ноябрь 1970   |
| «Southern Man» сторона Б: «If You Wanna See Me Cry»                                 | Columbia DB 8749 | —                | декабрь 1970  |
| «Won’t You Be My Lady?» сторона Б: «Into Your Life»                                 | Columbia DB 8791 | —                | июнь 1971     |
| «Draggin' the Line» сторона Б: «One Eyed, Blue Suited, Gun Totin' Man»              | Columbia DB 8834 | —                | октябрь 1971  |
| «Think of Me» сторона Б: «Right Or Wrong»                                           | Columbia DB 8862 | —                | февраль 1972  |
| «Rub It In» сторона Б: «I’m Sorry Baby»                                             | Columbia DB 8907 | —                | июль 1972     |
| «Sweet City Woman» сторона Б: «Love Comes But Once»                                 | EMI 2013         | —                | март 1973     |
| «Sha-Na-Na-Na-Hey-Hey» сторона Б: «I Don’t Know»                                    | EMI 2082         | —                | октябрь 1973  |
| «Glad All Over» (EP reissue)                                                        | EMI CDEMCT 8     | № 37             | май 1993      |

### Синглы (США)
| сторона А                                                                      | Лейбл / №    | Billboard Hot 100 | Cashbox | Дата выпуска  | Примечания                                            |
| ------------------------------------------------------------------------------ | ------------ | ----------------- | ------- | ------------- | ----------------------------------------------------- |
| «I Walk The Line» сторона Б: «First Love»                                      | Laurie 3188  | —                 | —       | 1963          | Перевыпущен в 1964, Rust 5078                         |
| «Chaquita» сторона Б: «In Your Heart»                                          | Jubilee 5476 | —                 | —       | 1964          |                                                       |
| «Glad All Over» сторона Б: «I Know You»                                        | Epic 9656    | № 6               | № 5     | февраль 1964  | Композиция Кларка и Смита. Первый золотой диск группы |
| «Bits and Pieces» сторона Б: «All Of The Time»                                 | Epic 9671    | № 4               | № 4     | апрель 1964   | Золотой диск                                          |
| «I Knew It All The Time» сторона Б: «That’s What I Said»                       | Congress 212 | № 53              | № 73    | апрель 1964   |                                                       |
| «Do You Love Me» сторона Б: «Chaquita»                                         | Epic 9678    | № 11              | № 8     | май 1964      | Золотой диск                                          |
| «Can't You See That She's Mine» сторона Б: «No Time To Lose»                   | Epic 9692    | № 4               | № 4     | июнь 1964     | Золотой диск                                          |
| «Because» сторона Б: «Theme Without A Name»                                    | Epic 9704    | № 3               | № 7     | август 1964   | Золотой диск                                          |
| «Everybody Knows (I Still Love You)» сторона Б: «Ol' Sol»                      | Epic 9722    | № 15              | № 22    | октябрь 1964  |                                                       |
| «Anyway You Want It» сторона Б: «Crying Over You»                              | Epic 9739    | № 14              | № 9     | ноябрь 1964   | Золотой диск                                          |
| «Come Home» сторона Б: «Your Turn To Cry»                                      | Epic 9763    | № 14              | № 13    | февраль 1965  | Written by Clark and Smith                            |
| «Reelin' and Rockin'» сторона Б: «I’m Thinking»                                | Epic 9786    | № 23              | № 15    | апрель 1965   |                                                       |
| «I Like It Like That» сторона Б: «Hurting Inside»                              | Epic 9811    | № 7               | № 6     | июнь 1965     | Золотой диск                                          |
| «Catch Us If You Can» сторона Б: «On The Move»                                 | Epic 9833    | № 4               | № 6     | август 1965   | Золотой диск                                          |
| «Over And Over» сторона Б: «I’ll Be Yours (My Love)»                           | Epic 9863    | № 1               | № 1     | ноябрь 1965   | Золотой диск                                          |
| «At the Scene» сторона Б: «I Miss You»                                         | Epic 9882    | № 18              | № 13    | февраль 1966  | сторона Б: вокал Денис Пэйтон                         |
| «Try Too Hard» сторона Б: «All Night Long»                                     | Epic 10004   | № 12              | № 10    | апрель 1966   |                                                       |
| «Please Tell Me Why» сторона Б: «Look Before You Leap»                         | Epic 10031   | № 28              | № 18    | июнь 1966     |                                                       |
| «Satisfied With You» сторона Б: «Don’t Let Me Down»                            | Epic 10053   | № 50              | № 51    | август 1966   |                                                       |
| «Nineteen Days» сторона Б: «Sitting Here Baby»                                 | Epic 10076   | № 48              | № 45    | октябрь 1966  |                                                       |
| «I’ve Got To Have A Reason» сторона Б: «Good Time Woman»                       | Epic 10114   | № 44              | № 55    | январь 1967   |                                                       |
| «You Got What It Takes» сторона Б: «Doctor Rhythm»                             | Epic 10144   | № 7               | № 8     | апрель 1967   |                                                       |
| «You Must Have Been A Beautiful Baby» сторона Б: «Man In The Pin Striped Suit» | Epic 10179   | № 35              | № 35    | июнь 1967     | Авторы — Харри Уоррен и Джонни Мерсер                 |
| «A Little Bit Now» сторона Б: «You Don’t Play Me Around»                       | Epic 10209   | № 67              | № 52    | август 1967   |                                                       |
| «Red And Blue» сторона Б: «Concentration Baby»                                 | Epic 10244   | № 89              | № 69    | ноябрь 1967   |                                                       |
| «Everybody Knows» сторона Б: «Inside and Out»                                  | Epic 10265   | № 43              | № 41    | декабрь 1967  | сторона А: вокал — Ленни Дэвидсон                     |
| «Please Stay» сторона Б: «Forget»                                              | Epic 10325   | —                 | № 96    | май 1968      |                                                       |
| «The Red Balloon» сторона Б: «Maze Of Love»                                    | Epic 10375   | —                 | —       | сентябрь 1968 |                                                       |
| «Paradise (Is Half As Nice)» сторона Б: «34-06»                                | Epic 10476   | —                 | —       | март 1969     |                                                       |
| «If Somebody Loves You» сторона Б: «Best Day’s Work»                           | Epic 10509   | —                 | —       | июль 1969     |                                                       |
| «Bring It On Home To Me» сторона Б: «Darling, I Love You»                      | Epic 10547   | —                 | —       | ноябрь 1969   |                                                       |
| «Here Comes Summer» сторона Б: «Five By Five»                                  | Epic 10635   | —                 | —       | февраль 1970  |                                                       |
| «Good Old Rock 'n' Roll Medley» сторона Б: «One Night/Lawdy Miss Clawdy»       | Epic 10684   | —                 | —       | июнь 1970     |                                                       |
| «Southern Man» сторона Б: «If You Wanna See Me Cry»                            | Epic 10704   | —                 | —       | январь 1971   |                                                       |
| «Won’t You Be My Lady?» сторона Б: «Into Your Life»                            | Epic 10768   | —                 | —       | август 1971   |                                                       |
| «Rub It In» сторона Б: «I’m Sorry Baby»                                        | Epic 10894   | —                 | —       | 1972          | Dave Clark & Friends, с участием Кларка и Смита       |